# Wilhelm Suter
Wilhelm Suter (* 2. September 1806 in Zofingen, Kanton Aargau; † 6. November 1882 in Zürich) war ein Schweizer Zeichner, Lithograph und Stahl- und Kupferstecher.

## Leben
Suter war ein Schüler des Kupferstechers Johann Heinrich Lips und später angestellt bei dem Kupferstecher, Maler, Schauspieler und Schriftsteller Ignaz Cornelius. Dieser war der Vater von Josef Gerhard Cornelius. Nach einem kurzen Aufenthalt in Zofingen reiste Suter nach Dresden, wo er mehrere Arbeiten ausführte. Er folgte einem Ruf nach Prag, wo er fast ausschliesslich religiöse Darstellungen nach Wenzel Führich, Albrecht Dürer und Friedrich Carl Vogel in Stahl stach.
Suter hielt sich ab Herbst 1833 wieder in Zofingen auf, wo er für eine Buchhandlung in Prag noch einige Stahlplatten anfertigte. Als er aus St. Gallen einen grösseren Auftrag erhielt, siedelte er wegen der besseren Hilfsmittel nach Bern über. Dort schuf Suter 30 Bildplatten zum Neuen Testament zu Pfarrer Bernets Bibelwerk und zudem einige kleinere Kupferstiche nach Ludwig Vogel, Johann Martin Usteri und Martin Disteli. Als die Lithographie aufkam, legte Suter den Grabstichel gezwungenermassen zur Seite und illustrierte in der Folge Wandkalender, ein Schriftwerk in sechs Heften sowie eine Sammlung eigener Kompositionen in mehreren Heften. Diese Arbeiten gab Suter unter dem Titel Erfindungsmappe für Lithographie heraus. Suter lebte in der Folgezeit abwechselnd in Winterthur und Zürich. Von 1843 bis Herbst 1847 war er als erster Zeichner in der lithographischen Anstalt der Gebrüder Benziger in Einsiedeln tätig. Ab 1872 lebte Suter wieder in Zürich, wo er 1882 verstarb.
In Düsseldorf gibt es den Wilhelm-Suter-Pfad.